# محمد محمود ولد لولي
محمد محمود ولد أحمد الولي (1 يناير 1943م في تجكجة) هو رئيس موريتانيا في الفترة ما بين 3 يونيو 1979م و4 يناير 1980م. توفي يوم 16 مارس 2019م.

## حياته
دخل الجيش في نوفمبر 1960 م حيث تم تكوينه كضابط من طرف القوات الفرنسية العاملة آنذاك في موريتانيا، تولى عدة حقائب في الجيش الموريتاني في فترة الرئيس المختار ولد داداه.
في سنة 1978 م لم يكن أحد الأعضاء المؤسسين المجلس العسكري للإنعاش الوطني، التي أنهت بانقلاب أبيض سلطة الرئيس المختار ولد داداه في 10 يوليو 1978 م بقيادة قائد الجيش آنذاك المصطفي ولد محمد السالك ولكنه انضم إليها لاحقا ليصبح أحد أهم وأنشط أعضائها.
تولى عدة حقائب في الحكومة العسكرية بعد الانقلاب، في 6 إبريل 1979 م وأنشأ مع كل من أحمد ولد بوسيف ومحمد خونه ولد هيداله مايعرف بالمجلس العسكري للخلاص الوطني، ليتولى في 3 يونيو 1979 م رئاسة موريتانيا بعد استقالة المصطفي ولد محمد السالك بسبب تبعات أزمة حرب الصحراء الغربية وما كانت البلاد تتخبط فيه من مشاكل داخلية والصراع على السلطة من طرف ضباط الجيش. بعد سبعة أشهر من الحكم أي في 4 يناير 1980 م تنازل ولد أحمد لولي بدوره عن السلطة ليصبح ولد هيدالة هو الرئيس، منذ ذلك الوقت وهو يعيش في عزلة تامة عن السياسة وعن الحياة العامة حيث كان أول ظهور علني له أثناء تنصيب الرئيس السابق سيدي محمد ولد الشيخ عبد الله.